# دمیتری اوکولوف
دمیتری اوکولوف (روسی: Дмитрий Матвеевич Уколов؛ ۲۳ اکتبر ۱۹۲۹ – ۲۵ نوامبر ۱۹۹۲) بازیکن هاکی روی یخ اهل روسیه بود.